# 张洋铭
张洋铭（1994年8月31日—）来自吉林省通化市，是一名中国男子高山滑雪运动员。他在2004年进入通化市运动学校，开始练习高山滑雪，2015年，他加入国家队。2018年，他获得平昌冬奥参赛资格。在冬奥期间，他在唯一的参赛项目男子大曲道上获得第69名。